# 地中海聯盟
地中海聯盟（但通稱為）是由法國總統薩爾科齊主導成立的區域性國際組織，該組織由歐盟成員國和地中海沿岸的非歐盟成員國組成。薩爾科齊成立該組織原目的在於扭轉土耳其致力加入歐盟的目標，但在土耳其獲得保證此組織將不是取代土耳其加入歐盟的折衷方案後，土耳其接受邀請參與該組織。地中海聯盟於2008年7月13日在法國巴黎由成員國的領導人舉行峰會，正式宣告地中海聯盟成立。

## 歷史

### 提案

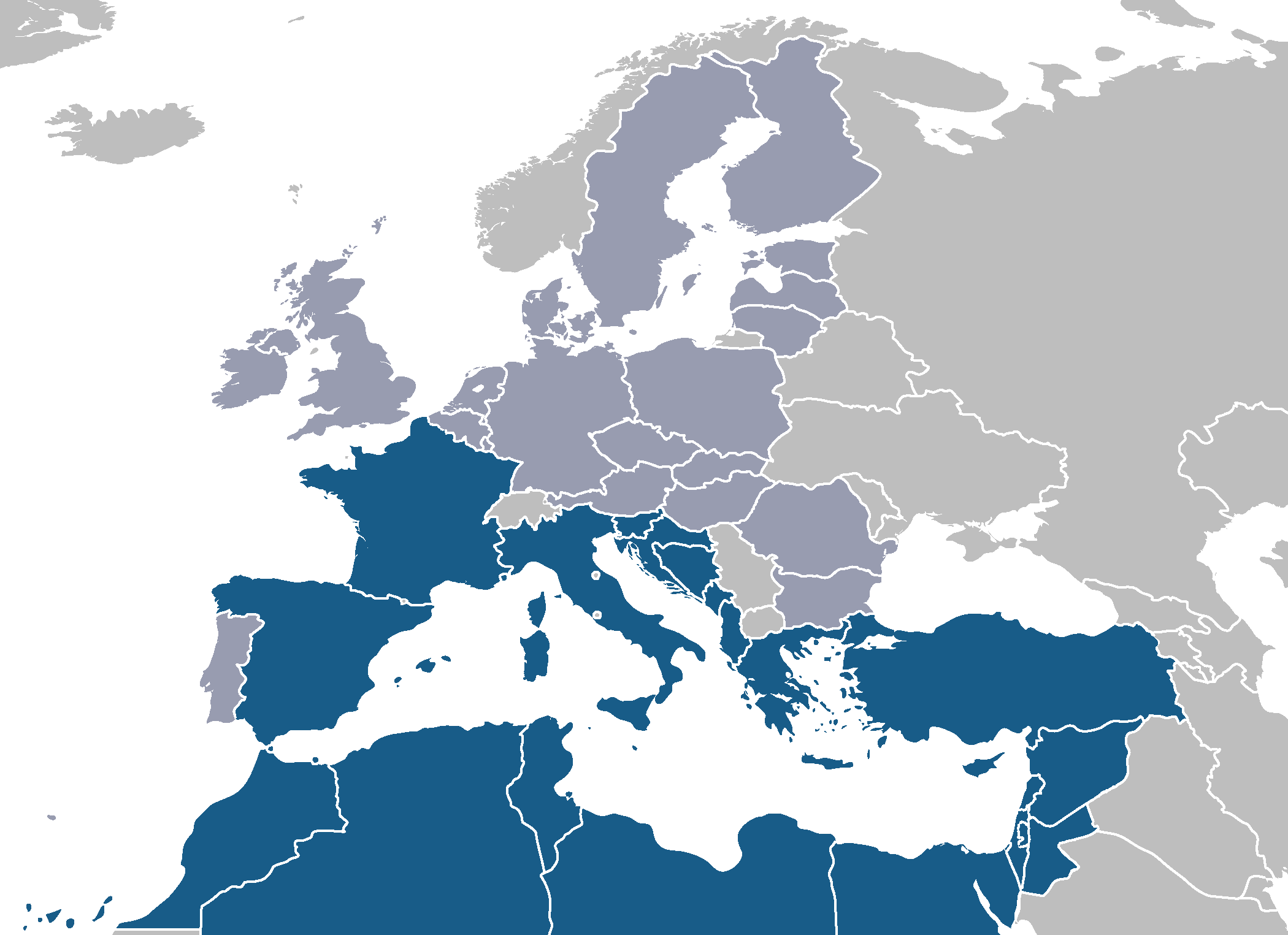
薩爾科齊最初提出的地中海聯盟由環地中海國家組成為主:
藍色: 環地中海國家
灰色: 其他歐盟成員國

成立地中海聯盟的構思最初是由薩爾科齊於2007年法國總統選舉時提出，在勝選後該案又再度被提出，儘管可能引起伊斯蘭國家意見分歧，但薩爾科齊認為此倡議將促進以色列與阿拉伯鄰國的和平進程，且希望在法國擔任2008年下半年度歐盟輪值主席國時能成立該聯盟。2007年10月23日薩爾科齊邀請所有環地中海國家元首於法國舉行高峰會，並於2008年6月提出建立平等夥伴之政治、經濟與文化之聯盟。

### 批評
地中海聯盟欠缺目標細節是遭致批評主因，此聯盟強調歐盟與環地中海國家的關係，且地中海聯盟與巴塞罗那進程同樣重視經濟成長及人權發展，與現行的巴塞罗那進程目的重疊，如此將降低歐盟對該區域政策執行力，且讓南部國家對不受歡迎的歐盟政策有唱反調的機會，另外在警力及司法人員派駐協助上將是歐盟未來所憂慮的問題。

### 限縮
薩爾科齊於2008年初開始限縮成立地中海聯盟的原有計畫，主要原因是該案遭到其他歐盟成員國的反對，同年2月法國歐洲事務部長茹耶聲明並沒有獨立的地中海聯盟(Mediterranean Union)，而是一個歐盟與環地中海國家的合作聯盟(Union for the Mediterranean)，此聯盟將更完整地增進歐盟對開區域的現行政策。在與德國總理梅克爾會談後表示該聯盟將包括所有歐盟成員國，並非限於環地中海國家，並將促進現行的巴塞隆那進程目標；土耳其在獲得法國保證此聯盟並非土耳其加入歐盟談判的取代方案，因此同意參與該聯盟。地中海聯盟於2008年7月13日和14日舉行會談。

## 組織與目標
地中海聯盟的組織比歐盟來得鬆散，雖然薩爾科齊聲明該聯盟組織並不是仿傚於歐盟，但卻表示聯盟將會同歐盟「以相同的方式做相同的事以達到相同的目標」。自2008年聯盟組織計畫限縮後，許多如地中海投資銀行(仿傚歐洲投資銀行)及許多機構的成立方案都被中止，改以其他實用價值較高的計畫取代原有方案。
按照原本的組織架構，地中海聯盟將仿傚歐盟設有輪值主席，負責統合能源、保安、反恐、移民及貿易等事務。法國的核能技術將用來交換北非的天然氣資源。另外地中海聯盟將與歐盟共同使用某些領域部門，包括在司法領域共同打擊貪污、恐怖主義、黑社會及非法移民，而巴塞隆納進程在某些部份是未能實踐的，因為巴塞隆納進程是只由歐盟成員國推動，但北歐國家對地中海事務不甚重視，而該聯盟將可避免缺乏動力及協調的情形發生。

## 成員國
該聯盟成員國以歐盟成員國、環地中海國家及巴塞罗那進程參與國所組成，以建立歐盟與北非和中東地區國家的關係。
其實最初方案是法國本計劃由環地中海的歐盟成員國：法國、西班牙、義大利、斯洛維尼亞、馬爾他、希臘和賽普勒斯參與，其他歐盟成員國為觀察員地位，但此案遭其他歐盟國家不滿，如德國表示因未實質參與該聯盟而不同意將歐盟基金運用在該聯盟計畫上。
| 國旗                  | 國家                             | 人口       | 領土 平方公里(km²) | 環地中海國家? |
| --------------------- | -------------------------------- | ---------- | ------------------ | ------------- |
| 阿尔巴尼亚            | 阿爾巴尼亞                       | 3,600,523  | 28,748             | 是            |
| 阿尔及利亚            | 阿爾及利亞                       | 33,333,216 | 2,381,740          | 是            |
| 欧洲联盟 · 奥地利     | 奧地利                           | 8,316,487  | 83,871             | 否            |
| 欧洲联盟 · 比利时     | 比利時                           | 10,584,534 | 30,528             | 否            |
| 波斯尼亚和黑塞哥维那  | 波士尼亞赫塞哥維納               | 3,981,239  | 51,197             | 是            |
| 欧洲联盟 · 保加利亚   | 保加利亞                         | 7,679,290  | 110,912            | 否            |
| 欧洲联盟 · 克罗地亚   | 克罗地亚                         | 4,453,500  | 56,542             | 是            |
| 欧洲联盟 · 賽普勒斯   | 賽普勒斯                         | 766,400    | 9,251              | 是            |
| 欧洲联盟 · 捷克       | 捷克                             | 10,306,709 | 78,866             | 否            |
| 欧洲联盟 · 丹麦       | 丹麥                             | 5,457,415  | 43,094             | 否            |
| 埃及                  | 埃及                             | 80,335,036 | 980,869            | 是            |
| 欧洲联盟 · 爱沙尼亚   | 愛沙尼亞                         | 1,342,409  | 45,226             | 否            |
| 欧洲联盟 · 芬兰       | 芬蘭                             | 5,289,128  | 338,145            | 否            |
| 欧洲联盟 · 法國       | 法國                             | 63,392,140 | 674,843            | 是            |
| 欧洲联盟 · 德国       | 德國                             | 82,314,906 | 357,050            | 否            |
| 欧洲联盟 · 希腊       | 希臘                             | 11,125,179 | 131,990            | 是            |
| 欧洲联盟 · 匈牙利     | 匈牙利                           | 10,066,158 | 93,030             | 否            |
| 欧洲联盟 · 爱尔兰     | 愛爾蘭                           | 4,239,848  | 70,273             | 否            |
| 以色列                | 以色列                           | 7,184,000  | 20,770             | 是            |
| 欧洲联盟 · 義大利     | 義大利                           | 59,131,287 | 301,318            | 是            |
| 约旦                  | 約旦                             | 5,924,000  | 89,342             | 是            |
| 欧洲联盟 · 拉脫維亞   | 拉脫維亞                         | 2,281,305  | 64,589             | 否            |
| 黎巴嫩                | 黎巴嫩                           | 4,099,000  | 10,452             | 是            |
| 欧洲联盟 · 立陶宛     | 立陶宛                           | 3,373,991  | 65,303             | 否            |
| 欧洲联盟 · 卢森堡     | 盧森堡                           | 476,200    | 2,586              | 否            |
| 欧洲联盟 · 马耳他     | 馬爾他                           | 404,962    | 316                | 是            |
| 毛里塔尼亚            | 茅利塔尼亞                       | 3,069,000  | 1,030,700          | 否            |
| 摩纳哥                | 摩納哥                           | 32,671     | 1.95               | 是            |
| 蒙特內哥羅            | 蒙特內哥羅                       | 678,177    | 13,812             | 是            |
| 摩洛哥                | 摩洛哥                           | 33,757,175 | 446,550            | 是            |
| 欧洲联盟 · 荷兰       | 荷蘭                             | 16,372,715 | 41,526             | 否            |
| 巴勒斯坦國            | 巴勒斯坦                         | 3,800,000  | 6,020              | 是            |
| 欧洲联盟 · 波兰       | 波蘭                             | 38,116,486 | 312,683            | 否            |
| 欧洲联盟 · 葡萄牙     | 葡萄牙                           | 10,599,095 | 92,391             | 否            |
| 欧洲联盟 · 羅馬尼亞   | 羅馬尼亞                         | 21,565,119 | 238,391            | 否            |
| 欧洲联盟 · 斯洛伐克   | 斯洛伐克                         | 5,396,168  | 49,037             | 否            |
| 欧洲联盟 · 斯洛文尼亚 | 斯洛維尼亞                       | 2,013,597  | 20,273             | 是            |
| 欧洲联盟 · 西班牙     | 西班牙                           | 45,116,894 | 506,030            | 是            |
| 欧洲联盟 · 瑞典       | 瑞典                             | 9,142,817  | 449,964            | 否            |
| 叙利亚                | 敘利亞（自2011年以来被暂停会籍） | 20,314,747 | 185,180            | 是            |
| 突尼西亞              | 突尼西亞                         | 10,102,000 | 163,610            | 是            |
| 土耳其                | 土耳其                           | 70,586,256 | 783,562            | 是            |
| 觀察員身份國家        |                                  |            |                    |               |
| 國旗                  | 國家                             | 人口       | 領土 平方公里(km²) | 環地中海國家? |
| 利比亚                | 利比亞                           | 6,036,914  | 1,759,540          | 是            |

## 成员经济体與會領導人

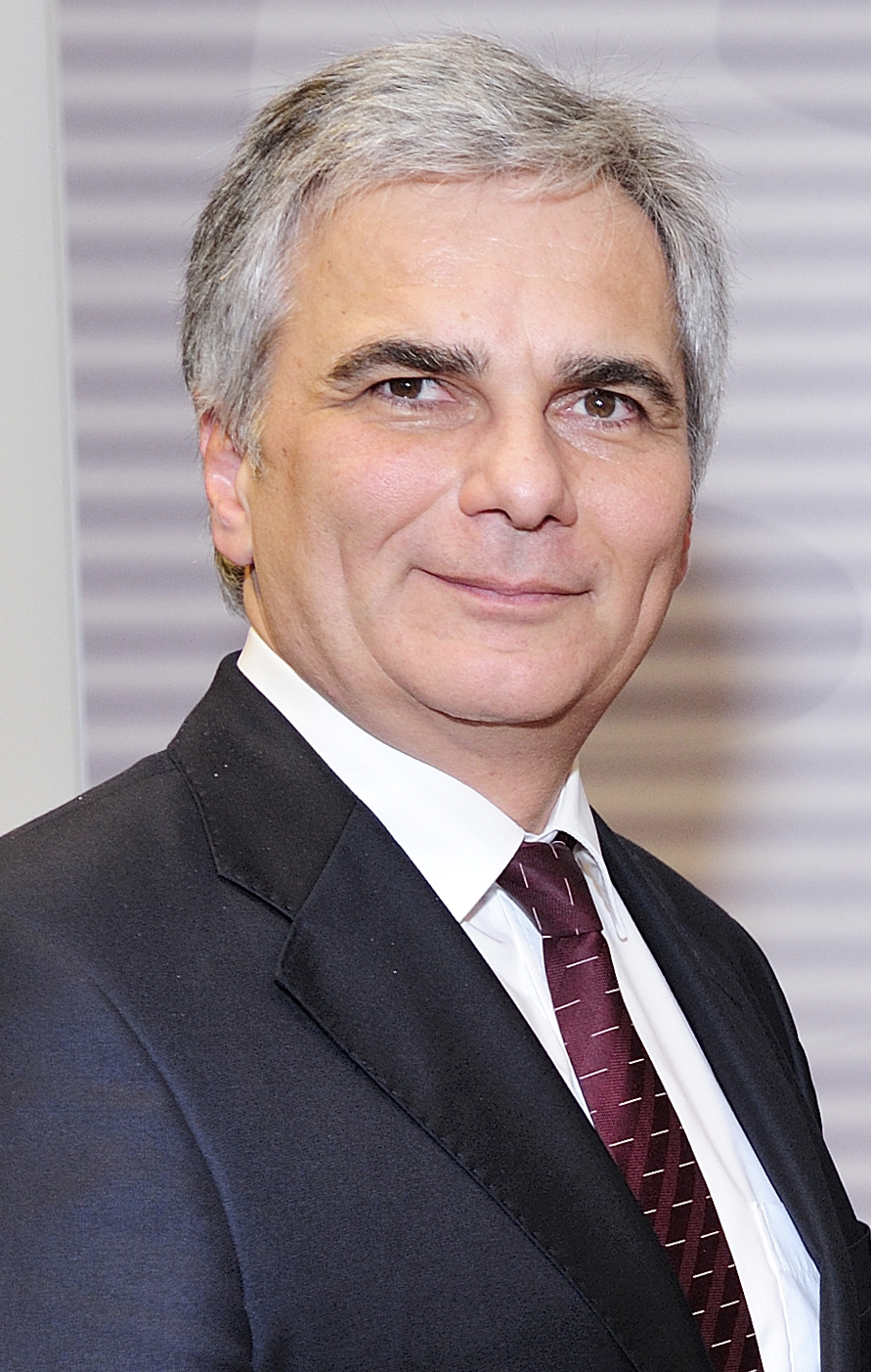
奥地利 總理 維爾納·法伊曼
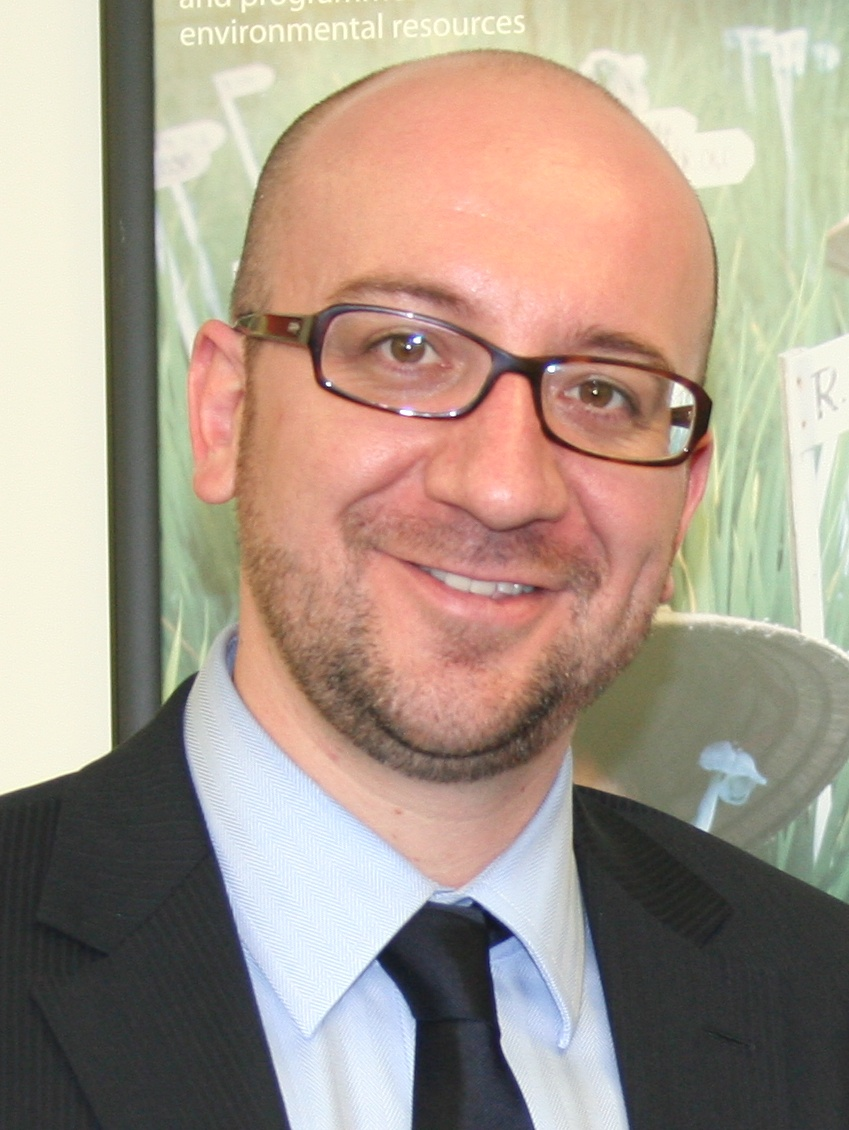
比利時 首相 夏尔·米歇尔
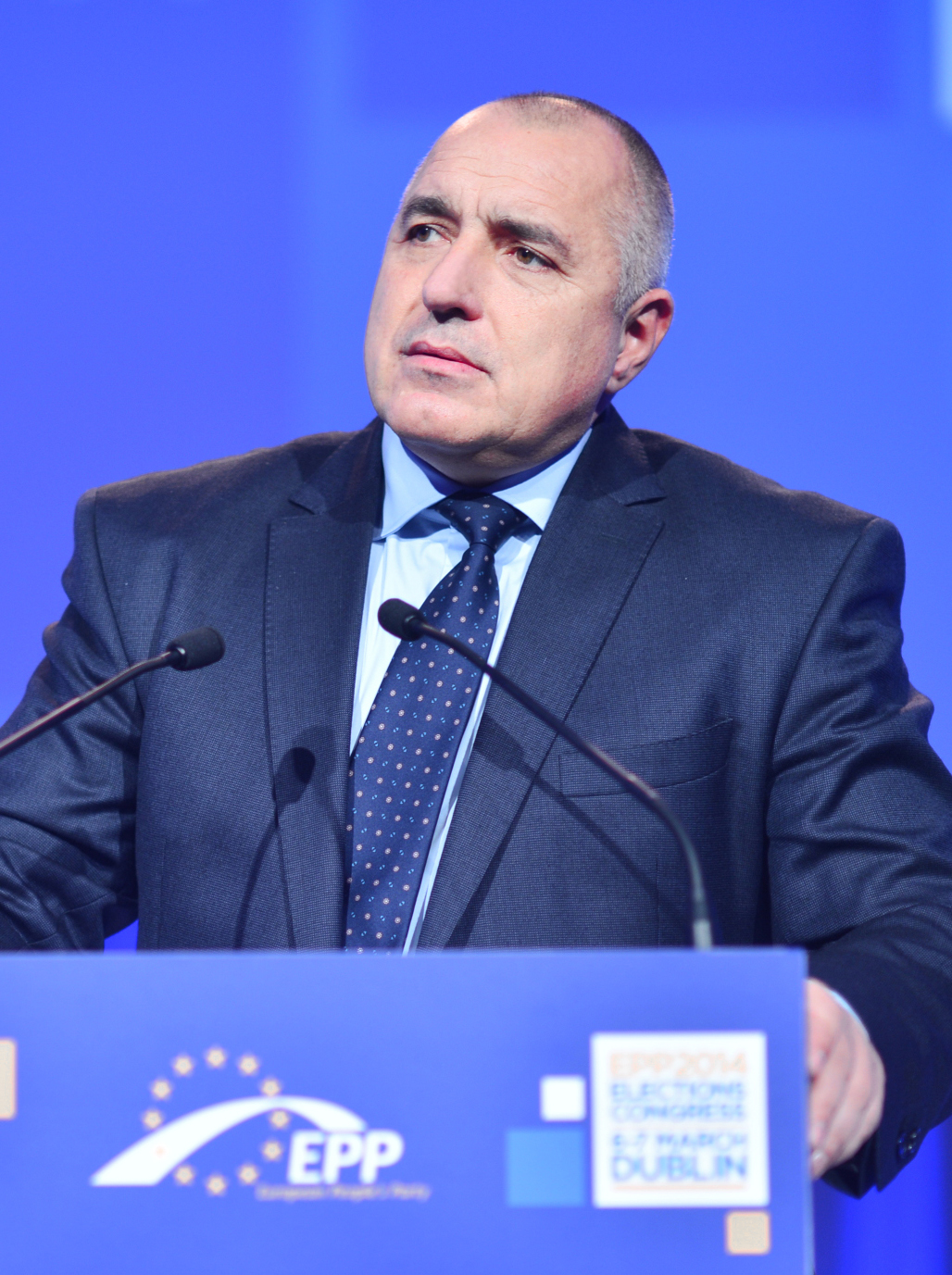
保加利亞 首相 博伊科·鲍里索夫
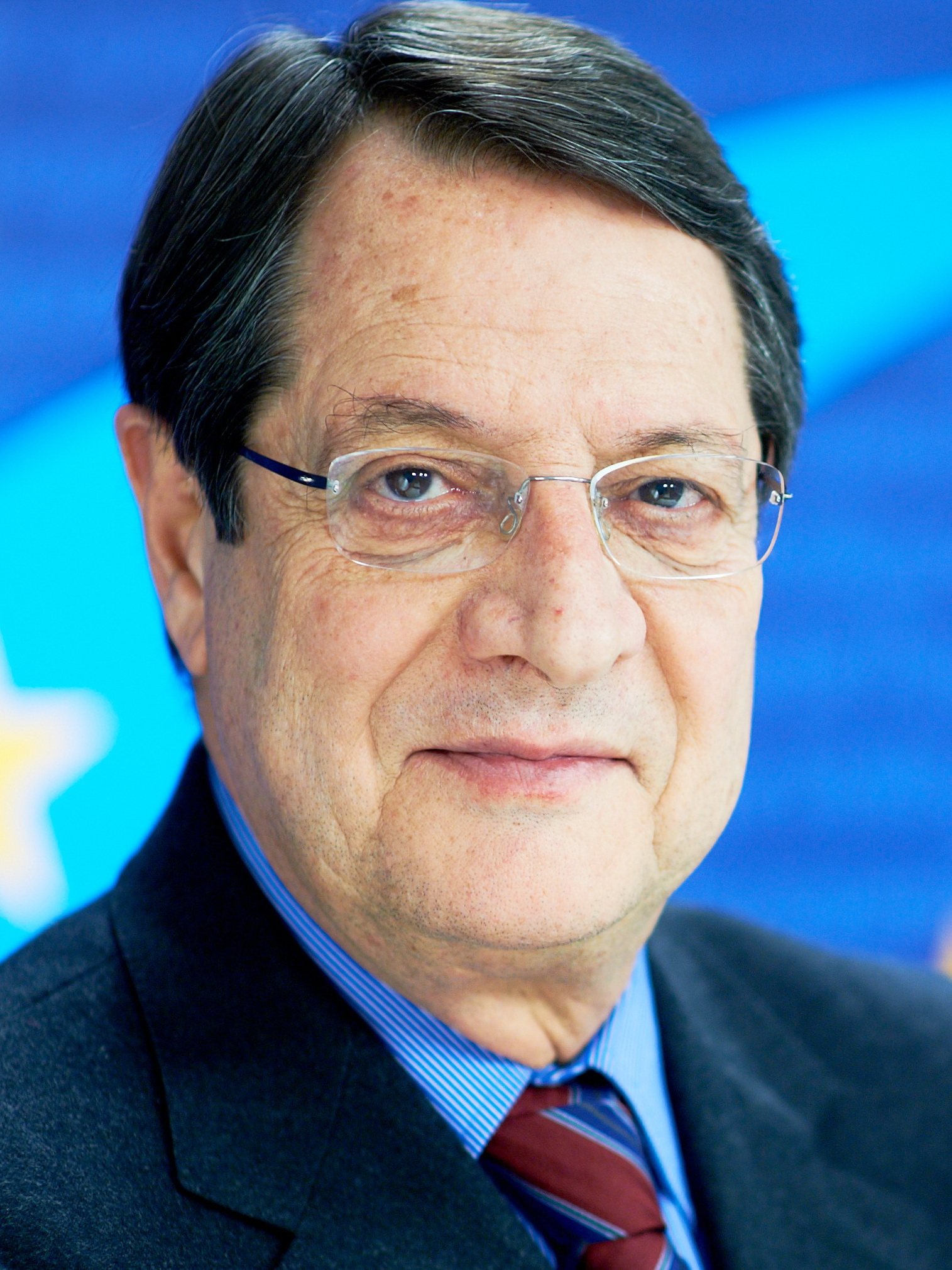
塞浦路斯 總統 尼科斯·阿纳斯塔夏季斯